# Giuseppe Di Mare (musicista)
Giuseppe Di Mare (Augusta, 16 novembre 1945) è un organista, pianista e compositore italiano.
Artefice del ritorno della danza in chiesa (Basilica di San Francesco in Assisi - ottobre 1998) dopo oltre sei secoli di assenza.
Primo artista cattolico nominato organista ad honorem da una chiesa luterana europea. Ideatore nel 2000 del primo duo organo e sax nel settore della musica classica in Italia.

## Biografia
Nel 1967 si è diplomato in pianoforte al Conservatorio di San Pietro a Majella di Napoli.
Successivamente, nel 1974 ha conseguito il diploma in organo e composizione organistica al Conservatorio Santa Cecilia di Roma, studiando sotto la guida dei maestri Nazario Carlo Bellandi e Fernando Germani. Inoltre ha studiato composizione con i maestri Domenico Bartolucci e Vieri Tosatti.
Ha effettuato numerose tournée in Europa, Asia, Africa e America, ottenendo diversi riconoscimenti in occasione di congressi, convegni internazionali e manifestazioni umanitarie. Giuseppe di Mare svolge da oltre 40 anni l'attività di organista, compositore e insegnante.
Svolge attività concertistica prevalentemente da solista, anche se a volte lavora assieme a cantanti lirici, attori, danzatori ed altri musicisti.
L'attività concertistica è seguita dalla stampa quotidiana e periodica, dalla Radio Vaticana e da emittenti radio televisive italiane e straniere, che hanno anche trasmesso sue esecuzioni. Ha inoltre eseguito e registrato per la Rai un programma di musiche prebarocche.
Nel 1998, dopo oltre sei secoli di assenza, il maestro Di Mare ha riportato la danza nella Chiesa Cattolica con il concerto "Da Nazareth alla Resurrezione", sua ideazione per organo, voce recitante e danza, dedicato a papa Giovanni Paolo II, che lo ha ricevuto in udienza il 23 giugno 1999.
Il maestro Di Mare ha eseguito questo concerto anche nella Basilica di S. Antonio in Istanbul durante il Giubileo nel mese di maggio del 2000, alla presenza di Bartolomeo I, patriarca ecumenico di Costantinopoli.
Nel 2000 il maestro Di Mare ha costituito per la prima volta in Italia il duo organo e sax, una formazione fino ad allora inedita nella musica classica.
È anche organista "Honoris causa" di numerosi luoghi di culto tra i quali:
- La Basilica di Sant'Antonio in Istanbul[4][2] (27/08/1990);
- Il Santuario di Nostra Signora del Rosario di Fatima[4][2] (06/05/1997);
- La chiesa Luterana danese Ansgarkirken di Copenaghen[4][2] (05/11/2001);
- La chiesa di S. Girolamo a Rimini[4][2] (27/06/1992);
- La cattedrale San Nicolò di Noto[6] (25/02/2010).

## Onorificenze
Il 27 dicembre 2000, per la sua attività artistica, è stato insignito dal Presidente della Repubblica Italiana Carlo Azeglio Ciampi dell'onorificenza di Commendatore dell'Ordine al merito della Repubblica italiana per meriti artistici.

## Discografia
I principali progetti realizzati da Giuseppe Di Mare sono:
- "Da Assisi un inno di pace per il mondo" (registrato sull'organo Mascioni della Basilica Inferiore di San Francesco ad Assisi e sull'organo Morettini-Pinchi della Basilica di Santa Maria degli Angeli ad Assisi)[8]
- "Da Nazareth alla Resurrezione" (registrato il 10/10/1998 nella Basilica Inferiore di San Francesco ad Assisi )[4][9];
- "Di Mare interpreta se stesso" (registrato nel gennaio 2004 sull'organo della Chiesa SS Salvatore a Siracusa )[9];
- "Il sorriso dell'anima" (registrato sull'organo a canne Mascioni della Chiesa di San Girolamo a Rimini )[10].